# نحل كالامينثا الأزرق
نحل كالامينثا الأزرق (الإسم العلمي : Osmia calaminthae) ، هو نوع نادر من أنواع النحل البناء ، والمعروف أنه يتواجد فقط في مقاطعة هايلاندز ، فلوريدا ، الولايات المتحدة. اعتبر هذا النحل معرض لخطر الإنقراض من قبل ناتشرسيرف . يشتق الاسم الشائع لهذا النحل، (نحل كالامينثا الأزرق) ، من لونها الأزرق المميز، ومن اسم النبات المضيف المفضل بالنسبة لها، كالامينثا آش ‏.

## علم أصول الكلمات
الاسم كالامينثا، هو اسم مصدره لاتيني (باللغة اللاتينية "calaminthae") ، ويعني نوع النبات شفوية ، حيث أن نوع النبات المضيف المفترض لهذا النحل هو كالامينثا آش (الاسم العلمي : Calamintha ashei) ، والمعروف أيضا باسم نعناع آش.

## الوصف
الطول الإجمالي للإناث البالغة من نحل كالامينثا الأزرق (الاسم العلمي : O. calaminthae) يتراوح من 10–11 مليمتر (0.39–0.43 بوصة) ويبلغ طول جناحها الأمامي ما بين 6–7 مليمتر (0.24–0.28 بوصة). يبلغ طول الذكر 10 مليمتر (0.39 بوصة) ، وطول جناحه الأمامي هو 6 مليمتر (0.24 بوصة). لون الأنثى هو أزرق داكن مع بعض اللون البني الذي يلون الكساء ؛ لون رأس الذكر هو أزرق شاحب ولون الميسوسوما (القسم الوسطي من الجسم) هو أزرق شاحب أيضا، بينما لون الميتاسوما (القسم الخلفي من الجسم) هو بني نوعا ما. تعتبر الإناث من هذا النوع، جنبا إلى جنب مع الإناث من نوع النحل (الاسم العلمي : Osmia conjunctoides) ، فريدة من نوعها بين أنواع النحل البناء (الاسم العلمي : Osmia, الاسم الشائع أو الاسم العام باللغة الإنجليزية : Mason bee) ، وذلك لأنها تمتلك شعر وجه قصير ومنتصب وبسيط الذي يستخدم في جمع اللقاح.

## التوزيع والبيئة
تمت ملاحظة نحل كالامينثا الأزرق (الاسم العلمي : Osmia calaminthae) في أربعة مواقع فقط، وكلها تقع في منطقة التي يقدر مساحتها على أنها 20 كيلومتر (12 ميل) في الطول، و 2 كيلومتر (1.2 ميل) في العرض، وتقع هذه المنطقة في غابة المنطقة البيئية التي تدعى غابة فلوريدا الرملية (بالإنجليزية : Florida scrub)، الموجودة في جنوب بحيرة ويلز ريدج في مقاطعة هايلاندز، فلوريدا. غالبية الملاحظات لهذا النحل كانت في قطع الأراضي الغير المطورة في ليك بلاسيد . هذا الأمر بخصوص منطقة تواجده، يجعل هذا النحل من بين أنواع النحل الأكثر محدودًا جغرافيًا، ومحدود بالنسبة لنوع النبات المضيف الذي يفضله ؛ في شرق أمريكا الشمالية. في حين أنه من الممكن أن يكون نطاق تواجد النحل أبعد مما تم ملاحظته، الا أنه لم تكن هناك أي محاولات دراسية إستطلاعية لمسح تواجد النحل بشكل شامل في فلوريدا أو توثيق النباتات المضيفة لها. منطقة المراقبة والملاحظة معروفة أيضًا بالتوطن . غابة فلوريدا الرملية المذكور أعلاه، تمتلك مبنى وهيئة وشكلية فريدة من نوعها، وهي عبارة عن بيئة من الشجيرات الموجودة على سلسلة تلال وهضبات صغيرة مدورة ؛ التي كونتها الرمال المترسبة من الرياح. تعتمد النحلة بشكل أساسي على نبات كالامينثا آش (الاسم العلمي : Calamintha ashei) كمصدر لقاح. من المعروف أن نبات كالامينثا آش (الاسم العلمي : C. ashei) يعيش لمدة تصل إلى حوالي عقد من الزمن ويشتبه به أنه يعيش لفترة أطول من ذلك. تزدهر النباتات هذه بشكل أساسي في منتصف شهر مارس وحتى منتصف شهر أبريل. نظرًا لأنه عددًا قليلاً من هذا النبات، مثلا مجموعة ما بين 20 إلى 30 نبتة ناضجة وبالغة، يمكن أن تمتلك الآلاف من الزهور، هذا الأمر يمكن هذه الأنواع من النباتات من أن تخدم كمصدر غذائي سنوي موثوق به بالنسبة لنحل كالامينثا الأزرق (الاسم العلمي : O. calaminthae).

## حالة الحفظ
المعلومات بخصوص نحل كالامينثا الأزرق (الاسم العلمي : Osmia calaminthae) وأوضاعه، تعتبر ضئيلة بشكل سيئ للغاية وركيكة ولم يتم توثيق أو تقييم حالة الحفظ المتعلقة به حاليًا من قبل المؤسسة الأمريكية للأسماك والحياة البرية في الولايات المتحدة . تم إدراج هذا النوع من النحل على أنه من «الأنواع الأكثر احتياجًا للحفاظ عليها» من قبل خطة التنفيذ للحياة البرية لولاية فلوريدا، واعتبارًا من عام 2019 تم إدراجه على أنه معرض للخطر بشدة من قبل ناتشرسيرف. في عام 2015 ، تم تقديم عريضة إلى المؤسسة الأمريكية للأسماك والحياة البرية لتقييم حالة الحفظ المتعلقة بهذا النحل، وحالتها الآن قيد المراجعة. تم وصف النحل هذا في عام 2011 ، وتمت دراسة موطنها وموائلها في عام 2016 ،  ولكن الواقع بخصوص استمرار وجودها ونجاتها وبقائها في الحياة، لم يكن معروفًا حتى تم اكتشافها مرة أخرى في شهر مارس عام 2020. معظم الموائل المعروفة لهذا النوع من النحل تعتبر غير محمية وهي عرضة لمشاريع البنى والتطور. انجراف المبيدات الحشرية والمركبات لجميع التضاريس تشكل تهديدات إضافية.